# Цикот
Цикот је насеље у Србији у општини Рековац у Поморавском округу. Према попису из 2022. било је 139 становника.
Овде се налазе Запис Радивојевића орах (Цикот), Запис Ђокића јасен (Цикот) и Запис крушка (Цикот).

## Историја
До Другог српског устанка Цикот (тада Цикоте) се налазио у саставу Османског царства. Након Другог српског устанка Цикот улази у састав Кнежевине Србије и административно је припадао Јагодинској нахији и Левачкој кнежини све до 1834. године када је Србија подељена на сердарства.

## Демографија
У насељу Цикот живи 242 пунолетна становника, а просечна старост становништва износи 56,8 година (55,3 код мушкараца и 58,1 код жена). У насељу има 105 домаћинстава, а просечан број чланова по домаћинству је 2,46.
Ово насеље је великим делом насељено Србима (према попису из 2002. године), а у последња три пописа, примећен је пад у броју становника.
|  |

| Демографија | Демографија | Демографија |
| Година      | Становника  | Становника  |
| ----------- | ----------- | ----------- |
| 1948.       | 798         |             |
| 1953.       | 799         |             |
| 1961.       | 701         |             |
| 1971.       | 611         |             |
| 1981.       | 501         |             |
| 1991.       | 387         | 379         |
| 2002.       | 258         | 277         |

| Етнички састав према попису из 2002.‍ | Етнички састав према попису из 2002.‍ | Етнички састав према попису из 2002.‍ | Етнички састав према попису из 2002.‍ | Етнички састав према попису из 2002.‍ |
| ------------------------------------ | ------------------------------------ | ------------------------------------ | ------------------------------------ | ------------------------------------ |
|                                      |                                      |                                      |                                      |                                      |
| Срби                                 | Срби                                 |                                      | 257                                  | 99,61%                               |
| непознато                            | непознато                            |                                      | 0                                    | 0,0%                                 |

| Цикот у пописима Јагодинске нахије — од 1818. до 1829.                            |       |       |       |       |       |       |          |       |       |       |       |       |
| Година пописа                                                                     | 1818. | 1819. | 1820. | 1821. | 1822. | 1823. | 1824/25. | 1825. | 1826. | 1827. | 1828. | 1829. |
| Куће                                                                              | 15    | 14    | 14    | 15    | 15    | 14    | 16       | 16    | 17    | 17    | 17    | 18    |
| Пореске главе*                                                                    | -     | 27    | 24    | 22    | 26    | 28    | 28       | 26    | 22    | 23    | 23    | 24    |
| Арачке главе**                                                                    | 58    | 60    | 61    | 60    | 62    | 63    | 67       | 69    | 71    | 68    | 66    | 64    |
| *Пореске главе = Ожењени мушкарци \| ** Арачке главе = Мушкарци од 7 до 70 година |       |       |       |       |       |       |          |       |       |       |       |       |

| Година пописа     | 1948. | 1953. | 1961. | 1971. | 1981. | 1991. | 2002. |
| ----------------- | ----- | ----- | ----- | ----- | ----- | ----- | ----- |
| Број домаћинстава | 142   | 147   | 161   | 156   | 152   | 137   | 105   |

| Број чланова      | 1  | 2  | 3  | 4 | 5 | 6 | 7 | 8 | 9 | 10 и више | Просек |
| ----------------- | -- | -- | -- | - | - | - | - | - | - | --------- | ------ |
| Број домаћинстава | 35 | 32 | 17 | 8 | 4 | 7 | 2 | 0 | 0 | 0         | 2,46   |

| Пол    | Укупно | Неожењен/Неудата | Ожењен/Удата | Удовац/Удовица | Разведен/Разведена | Непознато |
| ------ | ------ | ---------------- | ------------ | -------------- | ------------------ | --------- |
| Мушки  | 121    | 26               | 78           | 14             | 3                  | 0         |
| Женски | 124    | 8                | 78           | 33             | 5                  | 0         |
| УКУПНО | 245    | 34               | 156          | 47             | 8                  | 0         |

| Пол    | Укупно                    | Пољопривреда, лов и шумарство | Рибарство                            | Вађење руде и камена | Прерађивачка индустрија       |
| ------ | ------------------------- | ----------------------------- | ------------------------------------ | -------------------- | ----------------------------- |
| Мушки  | 57                        | 36                            | 0                                    | 0                    | 5                             |
| Женски | 39                        | 35                            | 0                                    | 0                    | 1                             |
| УКУПНО | 96                        | 71                            | 0                                    | 0                    | 6                             |
| Пол    | Производња и снабдевање   | Грађевинарство                | Трговина                             | Хотели и ресторани   | Саобраћај, складиштење и везе |
| Мушки  | 3                         | 2                             | 0                                    | 1                    | 5                             |
| Женски | 0                         | 0                             | 0                                    | 0                    | 0                             |
| УКУПНО | 3                         | 2                             | 0                                    | 1                    | 5                             |
| Пол    | Финансијско посредовање   | Некретнине                    | Државна управа и одбрана             | Образовање           | Здравствени и социјални рад   |
| Мушки  | 0                         | 0                             | 3                                    | 0                    | 2                             |
| Женски | 0                         | 1                             | 0                                    | 2                    | 0                             |
| УКУПНО | 0                         | 1                             | 3                                    | 2                    | 2                             |
| Пол    | Остале услужне активности | Приватна домаћинства          | Екстериторијалне организације и тела | Непознато            | Непознато                     |
| Мушки  | 0                         | 0                             | 0                                    | 0                    | 0                             |
| Женски | 0                         | 0                             | 0                                    | 0                    | 0                             |
| УКУПНО | 0                         | 0                             | 0                                    | 0                    | 0                             |